# Erik Paartalu
Erik Paartalu (Sídney, Australia, 3 de mayo de 1986), futbolista australiano de origen estonio. Juega de mediocampista y su actual equipo es el Bengaluru F. C. de la Superliga de India.

## Selección
- Ha sido internacional con la Selección de Australia en 2 ocasiones.
- Ha sido internacional con la Selección Sub-17 en 2 ocasiones.

## Clubes
| Club                        | País          | Año           |
| --------------------------- | ------------- | ------------- |
| Parramatta Power            | Australia     | 2006          |
| Gretna FC                   | Escocia       | 2006 - 2008   |
| Stirling Albion FC (Cedido) | Escocia       | 2008          |
| Gretna FC                   | Escocia       | 2009          |
| Greenock Morton FC          | Escocia       | 2009 - 2010   |
| Brisbane Roar               | Australia     | 2010 - 2013   |
| Tianjin Teda                | China         | 2013 - 2014   |
| Muangthong United F.C.      | Tailandia     | 2014          |
| Melbourne City FC           | Australia     | 2015 - 2016   |
| Jeonbuk Hyundai             | Corea del Sur | 2016          |
| Al-Kharitiyath SC (Cedido)  | Catar         | 2017          |
| Jeonbuk Hyundai             | Corea del Sur | 2017          |
| Bengaluru F. C.             | India         | 2018-presente |